# دولت بهجلي
دولت باغچه لى (بالتركية: Devlet Bahçeli)‏ هو سياسي تركي ولد في يوم 1 يناير 1948 في بلدة بهجة في عثمانية في تركيا، هو حالياً زعيم حزب الحركة القومية التركية ولديه شهادة أكاديمية في الاقتصاد من جامعة غازي في أنقرة، كان نائب رئيس مجلس وزراء تركيا من 1999 إلى 2002 في حكومة بولنت أجاويد وأصبح عضو في البرلمان التركي منذ 2007، إحتل حزبه المركز الثالث في الانتخابات التركية في سنة 2015.

## التجربة السياسية
اختار بهجلي في شبابه الانضمام إلى الحركة القومية التي تزعمها ألب أرسلان تركش، وبدعوة من تركش انفصل عن الجامعة ليعمل نائبًا لزعيم حزب العمل القومي. وبعد وفاة ألب أرسلان توركش في 4 أبريل 1997. انتخب بهجلي زعيمًا لحزب العمل القومي، وشارك في الائتلاف الحاكم مع حزب اليسار الديمقراطي وحزب الوطن الأم وعمل وزيرًا ونائبًا لرئيس الوزراء عقب وصول حزب العمل القومي في انتخابات عام 1999 إلى المرتبة الثانية.
دخل حزب بهجلي السلطة من خلال الائتلاف المذكور بعد أن ظل بعيدا عنها 22 عاما، لكن عداوته لفكرة الانضمام إلى الاتحاد الأوروبي هددت الائتلاف المذكور.
أثارت عودة حزب العمل القومي للبرلمان مخاوف عدد من الليبراليين، بسبب ما شاب ماضيه من عنف وخاصة شبيبته «تنظيم الذئاب الرمادية» التي ارتبط اسمها باغتيالات سياسية، لكن بهجلي سعى إلى تحسين صورة الحزب وطي صفحة ماضيه المضطرب.
وافق على تعليق حكم الإعدام الصادر في حق زعيم المتمردين الأكراد عبد الله أوجلان، بعدما كان يشدد على ضرورة إعدامه ووعد بذلك ناخبيه عام 1999، وعارض الإصلاحات المطلوبة لتحقيق تركيا المعايير الأوروبية من قبيل منح الأكراد حقوقا ثقافية أكبر.
عارض بهجلي بقوة حكومة حزب العدالة والتنمية وخاصة زعيمه رجب طيب أردوغان، ودعم رفقة حزب الشعب الجمهوري ترشيح أكمل الدين إحسان أوغلو للانتخابات الرئاسية التي نظمت في شهر أغسطس/آب 2014 لكن النجاح كان من حظ أردوغان.

## روابط خارجية
- دولت بهجلي على موقع مونزينجر (الألمانية)